# Tmesisternus elegans
Tmesisternus elegans è una specie di coleottero del genere Tmesisternus, famiglia Cerambycidae. Fu descritta scientificamente da Heller nel 1914 e abita frequentemente le foreste tropicali della zona occidentale della Papua Nuova Guinea. È una specie che raggiunge dimensioni tra i 20 e i 25 mm.